# AnnaSofia Mååg
Anna Sofia (AnnaSofia) Elisabeth Mååg, född 1 augusti 1968, är en svensk keramiker och isskulptör.
AnnaSofia Mååg utbildade sig 1991 i konst på Haraldsboskolan i Falun, 1994–1996 på keramiklinjen på Hantverkets folkhögskola och 1996–2001 i keramikkonst på Högskolan för Design och Konsthantverk vid Göteborgs universitet.
Hon har gjort verk för Ishotellet i Jukkasjärvi sedan 2006. År 2014 gjorde hon tillsammans med Alessandro Falca Secret Garden i Stora hallen. År 2015 dominerades hennes Elefanten i rummet av en fyra meter hög skulptur av en elefant.
Hon fick Rubus Arcticus 2007 och NSD:s kulturpris 2008.